# Kurošio struja
Kurošio ili Kuro-shio (jap. Crna struja, hrvatski često i Japanska struja) je topla morska struja u zapadnom dijelu Tihog oceana. Ona je nastavak Pacifičke sjevernoekvatorske struje koja skreće prema sjeveru i između Tajvana i južnih otoka otočja Ryu Kyu ulazi u Istočno kinesko more. Temperatura vode koju struja nosi je s oko 20°C vrlo visoka za ovo područje, a salinitet joj je oko 34,5 promila. Prosječni obujam struje je 25 Sv. 
Kad na putu prema sjeveru struja stigne do obala otoka Kyushu, ljeti jedan krak odlazi prema zapadu i kao Ćušima struja prelazi prema sjeveroistoku Korejski prolaz i nastavlja teći paralelno s Honshuom, glavnim japanskim otokom. Ovaj relativno slab i nestalan ogranak transportira oko 2 Sv vodenih masa. 
Glavni dio Kurošimo struje prolazi između istočne obale Japana i Luzona (Filipini), a u području od oko 35° sjeverne širine susreće Ojašio struju koja dolazi sa sjevera. Tu se sudaraju i zajedno skreću prema istoku tvoreći tako Sjevernopacifički oceanski vrtlog (sjevernopacifičko zanošenje pod utjecajem zapadnog vjetra). Područje gdje se ove struje susreću, izrazito je bogato ribolovno područje. Zapadno od Havajskih otoka struja gubi veliki dio svoje energije i kao divovski vrtlog se nešto južnije spaja s Pacifičkom sjevernoekvatorskom strujom i tako zatvara kruženje. 
Ogranci prvobitne struje nastavljaju teći dalje prema istoku i dijele se na Aljašku i Kalifornijsku struju.
Kurošio struja podložna je sezonskom kolebanju. Najsnažnija je u proljetnim mjesecima kad doseže oko 30 Sv. U kasno ljeto i jesen struja slabi (oko 19 Sv), u siječnju i veljači malo jača, da bi početkom proljeća opet malo oslabila.  
Kurošio ima za Japan slične klimatske efekte kao Golfska struja za Europu. Od južnih vrhova japanskih otoka, utjecaj struje seže sve do područja oko Tokia.
Europljanima je struja poznata od oko 1650. godine, što se vidi iz karte Bernharda Vareniusa. U svojim bilješkama spominje ju i kapetan J. King, član ekspedicije Jamesa Cooka (1776. – 80.). 
Od okolne vode kroz koju protiče razlikuje se crnom bojom, što joj je i donijelo japansko ime "Kurošio" (crna struja).
vidjeti i
- morske struje
- termohalinska cirkulacija

## Poveznice
- Shematski prikaz važnijih morskih struja